# Аеродром Вилњус
Међународни аеродром Вилњус (: , : ) (литв. Tarptautinis Vilniaus Oro Uostas) је највећи цивилни аеродром у Литванији. Аеродром се налази 7 km јужно од центра Вилњуса, главног града Литваније. Аеродром Вилњус је био база литванске националне авио-компанија ФлајЛАЛ од 1991. до њеног банкрота 17. јануара 2009. године.
Тренутно је база нискотарифне авио-компаније Виз ер.
Аеродром Вилњус је пуштен у саобраћај 1944. године, а стари терминал на аеродрому је био изграђен 1954. године. Данас је аеродром Вилњус највећи цивилни аеродром у Литванији и један од четири аеродрома у земљи. Новембра 2007. је у саобраћај пуштен нови терминал површине 17.000 m². Аеродром Вилњус је 2011. опслужио 1.714.258 путника (24,7% више у односу на 2010. годину).

## Авио-компаније и дестинације
Следеће авио-компаније користе аеродром Вилњус (од фебруара 2012):
- Аерофлот (Москва-Шереметјево) [од 25. марта 2012.]
- Аеросвит (Кијев)
- Брисел ерлајнс (Брисел)
- Виз ер (Ајндховен, Барселона, Берген [од 27. маја 2012.], Донкастер-Шефилд, Дортмунд, Корк, Ливерпул [од 28. маја 2012.], Лондон-Лутон, Милано-Бергамо, Осло-Торп [од 27. маја 2012.], Париз-Бове [од 28. маја 2012.], Рим-Фјумићино, Ставангер [од 27. маја 2012.])
- Ел Ал (Тел Авив) [сезонски]
- ерБалтик (Рига)
- Ер Лингус (Даблин)
- Естонијан ер (Талин)
- ЛОТ Полиш ерлајнс(Варшава)
- Луфтханза (Франкфурт)
- Норвиџан ер шатл (Осло)
- Остријан ерлајнс
  - летове обавља Тајролин ервејз (Беч)
- Рајанер (Барселона, Бремен, Даблин, Карлсруе [од 27. марта 2012.], Лондон-Станстед, Милано-Бергамо, Париз-Бове [од 27. марта 2012.], Рим-Ћампино)
- САС (Копенхаген)
- Трансаеро (Москва-Домодедово)
- УТер авијација (Москва-Внуково)
- Финер (Хелсинки)
- Скајвејз (Стокхолм-Арланда)
- ЧСА (Праг)

## Галерија
- ФлајЛАЛ на аеродрому Вилњус
- ерБалтик на аеродрому Вилњус
- Хангари ФлајЛАЛ Технике на аеродрому Вилњус
- Сектор за летове изван Шенген зоне
- "Хајнекен“ бар на аеродрому Вилњус